# KBLL (UKW-Sender)
Koordinaten: 46° 44′ 52″ N, 112° 19′ 48″ W
KBLL oder KBLL-FM (Branding: „ Hot Country 99,5 “; Slogan: „ Helena’s number one station “) ist ein US-amerikanischer Hörfunksender in Helena im US-Bundesstaat Montana. KBLL-FM sendet auf der UKW-Frequenz 99,5 MHz. Das Musiksendeformat ist auf Countrymusik ausgerichtet. Eigentümer und Betreiber ist die Ccr-Helena IV, LLC.